# Cinemaware
Cinemaware Corporation, à l'origine Master Designer Software, était une entreprise américaine de développement et d'édition de jeu vidéo, fondée en 1986 par Robert et Phyllis Jacob, et basée à Westlake Village, en Californie.
La société a marqué l'ère 16-bits sur ordinateur personnel, en particulier au travers du Commodore Amiga, en développant des productions au style novateur, caractérisé par un mélange des genres, une dimension narrative prédominante et des qualités formelles remarquables, qui puisent dans les thématiques et l'esthétique du cinéma américain classique. De Defender of the Crown à Wings, la compagnie s'est forgé un catalogue singulier avant de disparaître en 1991. Une nouvelle incarnation de Cinemaware est apparue en 2000.

## Historique
Master Designer Software est fondée en janvier 1986 par Robert Jacob et sa femme, Phyllis. Bob Jacob est impliqué dans l'industrie vidéoludique depuis 1983 comme représentant de développeurs. La création de la compagnie est motivée par la découverte de l'ordinateur Amiga quelques mois avant sa sortie en 1985. Bob Jacob réalise qu'un nouveau type de jeux, plus visuels, plus immersifs, pourraient être tentés pour la première fois. Il passe une année dans l'Utah pour lever des fonds auprès de docteurs et de dentistes mormons. Avec quelques millions de dollars en poche, il fonde la société et lance le développement d'une première série de jeux. La philosophie de la compagnie se résume assez bien à cette sentence de Bob Jacob, datée de février 1985 : « Il n'y a pas le temps à attendre les tendances. Il faut créer les tendances et espérer avoir raison »,.
Le premier titre, Defender of the Crown, se distingue par son style singulier, qui combine stratégie et rôle/aventure avec des scènes d'action variées, et restitue une ampleur cinématographique,,. Le jeu fait date dans l'industrie pour poser de nouveaux standards visuels. Il devient un succès commercial, le plus important de l'histoire la compagnie, adapté sur une dizaine de supports et écoulé à plus d'un million d'exemplaires. Les trois titres suivants, The King of Chicago, Sinbad and the Throne of the Falcon et S.D.I., explorent à leur manière le même modèle, résumé par l'expression « film interactif », et seront bien accueillis sur les marchés 16-bits émergents. En 1987, la compagnie est rebaptisée Cinemaware, à l'origine un label, et prend en charge la distribution de ses jeux aux États-Unis.
Entre 1988 et 1990, Cinemaware lance une seconde vague de jeux qui va asseoir sa réputation : The Three Stooges, Rocket Ranger, TV Sports: Football, Lords of the Rising Sun, It Came from the Desert, TV Sports: Basketball et Wings. La compagnie est élue « éditeur le plus innovant » à la Game Developers Conference en 1988 et 1989, et s'établit comme l'un des meilleurs développeurs sur 16-bits,,. Le magazine américain Computer Gaming World inclut quatre jeux de la compagnie dans son classement des « 150 meilleurs jeux » sur ordinateur en 1996.
Après avoir stimulé le monde 16-bits, Cinemaware se développe pour se préparer au prochain challenge technologique incarné par le support CD-ROM. En 1989, la compagnie signe un accord avec le constructeur NEC dans le but de développer des jeux sur la console PC Engine (TurboGrafx-16 aux États-Unis) et crée la division Spotlight Software, dirigée par Sam Poole, qui importe des productions européennes sur le marché américain. En 1990, la compagnie cède environ 20 % de son capital à NEC et concentre ses efforts sur les productions « multimédia »,. La même année, un différend juridique l'oppose à Beyond Software concernant TV Sports: Baseball,,.
En janvier 1991, Cinemaware annonce sa disparition en tant qu'éditeur durant le CES. 43 des 67 employés sont d'abord licenciés avant que la compagnie ferme définitivement ses portes dans le courant de l'année.

## Les productions
Les jeux de la compagnie sont généralement sortis sur l'ordinateur Amiga avant d'être adapté sur IBM PC et compatibles pour la plupart, mais aussi les 16-bits Atari ST et Apple IIgs, le 8-bits Commodore 64 ou les consoles PC Engine et NES. TV Sports: Tennis, TV Sports: RollerBabes et Enemy Within font partie des jeux annoncés jamais commercialisés.
| Liste chronologique des productions |
| --- |
| - 1986 - Defender of the Crown - 1986 - The King of Chicago - 1987 - Sinbad and the Throne of the Falcon - 1987 - S.D.I. - 1988 - The Three Stooges - 1988 - Rocket Ranger - 1988 - TV Sports: Football - 1989 - Lords of the Rising Sun - 1989 - It Came from the Desert - 1990 - TV Sports: Basketball - 1990 - Antheads: It Came from the Desert II - 1990 - Wings - 1991 - TV Sports: Boxing - 1991 - TV Sports: Hockey - 1992 - TV Sports: Baseball Voir aussi : - 1993 - Defender of the Crown II |

Defender of the Crown (1986), conçu par Kellyn Beeck, est une épopée dans l'Angleterre médiévale du XIIe siècle. Le joueur incarne un baron saxon qui doit conquérir toutes les provinces aux normands pour être couronner. Le jeu a marqué son époque pour restituer l'ambiance épique et romantique de la chevalerie à travers des scènes animées d'une étonnante beauté. Il s'inspire d'Ivanhoé et du mythe de Robin des Bois.
The King of Chicago (1986), conçu par Doug Sharp, est une histoire de gangsters dans l'Amérique de la prohibition des années 1930, juste après l'arrestation d'Al Capone. Le joueur incarne Pinky Callahan, no 2 du gang des quartiers nord de Chicago, qui a trois ans pour prendre le contrôle de la ville. L'intrigue de ce récit interactif, façonné à la manière d'un film, se noue dans les décisions stratégiques prises lors de discussions, dans la gestion comptable du gang et dans de brèves séquences d'action.
Sinbad: Throne of the Falcon (1987), conçu par Bill Williams, est une aventure dans l'orient des Mille et Une Nuits. Le joueur incarne Sinbad le marin qui doit briser le sort maléfique qui a transformé le calife de Bagdad en faucon.
S.D.I. (1987), conçu par Kellyn Beeck, est une aventure de science-fiction dans le contexte de Troisième Guerre mondiale en 2017. Le joueur incarne Sloan McCormick, commandant américain des forces de la SDI, qui doit contrer les attaques nucléaires déclenchées par des dissidents du KGB, protéger et réparer les installations spatiales, et sauver sa bien-aimée, Natalya, commandante des forces régulières soviétiques.
The Three Stooges (1987), conçu par John Cutter, suit les déambulations burlesques des trois Stooges. Moe, Larry et Curly ont trente jours pour amasser suffisamment d'argent afin d'empêcher la fermeture d'un orphelinat. Les séquences de jeu et l'ambiance sonore sont dérivées des films de la licence éponyme de Columbia Pictures.
Rocket Ranger (1988), conçu par Kellyn Beeck, suit les aventures improbables d'un scientifique de l'armée américaine durant la Seconde Guerre mondiale. Informé de la victoire nazie par ses pairs du futur, il doit réécrire l'histoire en découvrant les ressources cachées de l'ennemi et en déjouant son plan ultime. Le jeu s'inspire des serials de science-fiction des années 1940 et 1950, dans la veine de King of the Rocket Men et de Radar Men from the Moon.
TV Sports: Football (1988), conçu par Larry Gardner, inaugure une série de simulations sportives qui s'attache à restituer l’ambiance des retransmissions télévisées. La série TV Sports comprend aussi TV Sports: Basketball (1991), TV Sports: Boxing (ou ABC Wide World of Sports Boxing, 1991), TV Sports: Hockey (1991) et TV Sports: Baseball (ou Bo Jackson Baseball, 1992).
Lords of the Rising Sun (1989), conçu par Doug Barnett, est une épopée dans le contexte de la guerre de Genpei dans le Japon du XIIe siècle. Le joueur incarne un héritier du clan Minamoto, le stratège Yoritomo ou le guerrier Yoshitsune, qui doit conquérir les territoires du clan Taira pour obtenir le titre de shōgun. Le choix de la personnalité permet de rendre optionnelles les séquences d'action, ce qui est une première dans un jeu Cinemaware.
It Came from the Desert (1989), conçu par David Riordan, est une aventure fantastique dans une bourgade d'un désert californien en 1951. Le joueur incarne le géologue Greg Bradley, installé depuis peu à Lizard Breath, qui découvre qu'une colonie de fourmis géantes se terre derrière les collines. Il dispose de quinze jours pour prouver l'existence des créatures, coordonner les opérations visant à empêcher l'invasion de la ville et exterminer la reine des fourmis. Le jeu est un hommage aux films de série B à « grosses bêtes » des années 1950 dans la veine de Des monstres attaquent la ville.
Antheads (1990) est la suite de It Came from the Desert. Le joueur incarne le vétéran Brick Nash dont la cargaison de plutonium va précipiter, cinq ans après, le retour des fourmis géantes à Lizard Breath. Le personnage a dix jours pour briser l'emprise des fourmis sur les habitants, empêcher l'invasion de la ville et exterminer la seconde reine.
Wings (1990), conçu par John Cutter, suit le quotidien d'un pilote d'avion allié pendant la Première Guerre mondiale entre 1916 et 1918. Il se démarque des simulateurs de vol contemporains en mettant l'emphase sur le pilote plutôt que sur l'avion. Le récit a la particularité de survivre au personnage incarné (il n'y a pas de game over).

## Édition
La compagnie Mindscape a édité les premiers jeux de Cinemaware. Mirrorsoft a distribué les jeux de la compagnie en Europe (Ubi Soft en France).
Spotlight Software a édité une quinzaine des productions de développeurs tiers, essentiellement européens, sur le marché américain entre 1989 et 1990 : 3 in Three, ATF II, Dark Side, Dragons Breath, Federation of Free Traders, Galdregon's Domain, The Kristal, Onslaught, Speedball, Stormlord, Total Eclipse et Xenon 2: Megablast. Une poignée d'entre eux sont sortis sous la bannière Cinemaware.

## Le nouveau Cinemaware
En 2000, Cinemaware Inc. est fondée par Lars Fuhrken-Batista dans le but de perpétuer « l'esprit et l'héritage de la compagnie ». Aucun des membres originaux n'est impliqué. Depuis 2001, les images disques du catalogue originel sont proposés sur le site Web de la compagnie, permettant de découvrir les jeux sur émulateurs. En 2002 et 2003, des versions « remastérisés » de Defender of the Crown, The Three Stooges et Wings sont sortis sur Game Boy Advance, PC, Macintosh ou PlayStation. De nouveaux jeux sont également sorties sur PC ou consoles : Robin Hood: Defender of the Crown (2003), Defender of the Crown: Heroes Live Forever (2007) et The Three Stooges: Treasure Hunt Hijinks (2008).
À la suite de difficultés financières, la compagnie est rachetée en octobre 2005 par le groupe e-Games, un éditeur de jeux familiaux. Le label « Cinemaware Marquee » accueille depuis divers jeux indépendants.